# Journal of Trotsky Studies
Journal of Trotsky Studies — англоязычный научный журнал, посвященный жизни и творчеству Льва Троцкого; журнал был призван поощрять развитие исследований о Троцком путем публикации статей и первоисточников.

## О журнале
Редакторы журнала — профессора Университета Глазго Ян Тэтчер и Джеймс Уайт. В редколлегии также упоминался А. В. Панцов.